# Gyeongju Korea Hydro & Nuclear Power Football Club (femminile)
Il Gyeongju Korea Hydro & Nuclear Power Football Club, in 경주 한국수력원자력 여자 축구단?, noto più semplicemente come Gyeongju KHNP Women's Football Club o Gyeongju KHNP, è una squadra di calcio femminile sudcoreana con sede a Gyeongju, popoloso centro della provincia del Gyeongsang Settentrionale.
Fondata nel marzo 2017 come expansion team della WK League, massimo livello del campionato coreano di categoria, è stata istituita dalla Korea Hydro & Nuclear Power, azienda di fornitura di energia elettrica del paese asiatico, affiancandola alla squadra maschile, disputando abitualmente gli incontri casalinghi al Gyeongju Football Park, impianto da 650 posti.

## Storia
Nell'ottobre 2016, dopo che era stato ipotizzato da parte della Federcalcio sudcoreana la volontà di aprire il campionato nazionale femminile a una nuova squadra, in una conferenza stampa congiunta tra il sindaco di Gyeongju e il presidente della Korea Hydro & Nuclear Power Co., Ltd venne annunciata la formazione della squadra femminile iscritta al campionato 2017.
Per la stagione inaugurale il 23 marzo 2017 la franchigia ha presentato Ha Keum-jin come primo allenatore.
Le prestazioni complessive della squadra si rivelarono inferiori alle aspettative, concludendo il campionato al 7º e penultimo posto mentre nella coppa per club venne eliminata già alla fase a gironi, in Coppa di Lega, tuttavia, il Gyeongju KHNP risultò la squadra rivelazione del torneo. Dopo essere riuscite a superare il Seoul per 1-0 ai quarti di finale, al turno successivo si imposero con lo stesso risultato con il Boeun Sangmu raggiungendo così inaspettatamente la finale, poi persa di misura per 1-0, con lo Hyundai Red Angels. Dopo il termine della stagione, la dirigenza del club ha affidato la squadra a un nuovo allenatore, Ko Mun-heui.
Per la stagione 2018 il club decise di fare sostanziosi investimenti per rinnovare la rosa. Tra le nuove calciatrici a vestire la maglia del Gyeongju KHNP vi sono tre straniere, Josée Nahi e Ines, attaccanti della nazionale ivoriana, e Asuna Tanaka, centrocampista di quella del Giappone. Nella loro seconda stagione la competitività della squadra crebbe sostanzialmente. Il club ha finito la stagione regolare al 2º posto, qualificandosi quindi per i play-off nella seconda fase del campionato. Di seguito in semifinale hanno affrontato il Suwon UDC, vincendo l'incontro per 2-0, per poi affrontare le campionesse in carica del Hyundai Red Angels nella doppia finale. Benché all'andata la squadra di Gyeongju riuscì ad imporsi, in casa, con il risultato di 3-0, al ritorno le avversarie sovvertirono i pronostici concludendo l'incontro sul 3-0 in zona Cesarini e costringendo le due contendenti a giocarsi il titolo ai tempi supplementari. La combattuta partita vide poi, dopo il vantaggio delle padrone di casa, agguantare ancora una volta allo scadere il 4-1 grazie alla giapponese Tanaka per cedere poi ai rigori. Nel frattempo la squadra è migliorata significativamente anche nelle competizioni di coppa. Nella coppa per club sono state eliminate solo ai quarti di finale, ai rigori, contro il Suwon UDC, mentre in Coppa di Lega sono giunte alle semifinali prima di perdere 2-1 contro il Seoul. Nonostante il significativo miglioramento, Ko Mun-heui fu sostituito da Eo Yeong-guk.
Per la stagione 2019 la dirigenza fissò come obiettivo la vittoria del campionato, tuttavia la stagione si rivelò lontana dalle speranze espresse. In campionato la squadra terminò la stagione regolare al secondo posto, perdendo 2-0 contro il Suwon in semifinale. Il Gyeongju KHNP venne anche sorprendentemente eliminato nella fase a gironi della coppa per club, non riuscendo ad avanzare anche in Coppa di Lega, sorprendentemente eliminate ai quarti di finale dall'Hwacheon KSPO impostosi per 2-1. Dopo la fine della stagione, anche Eo Yeong-guk ha dovuto lasciare il club, con Song Ju-heui presentato come suo successore.

## Palmarès

### Altri piazzamenti
- Campionato sudcoreano:

Secondo posto: 2018

## Organico

### Rosa 2022
Rosa, ruoli e numeri di maglia aggiornati al 3 aprile 2022.
| N. |                           | Ruolo | Calciatrice     |
| -- | ------------------------- | ----- | --------------- |
| 1  | Corea del Sud (bandiera)  | P     | Yoon Young-geul |
| 2  | Corea del Sud (bandiera)  | D     | Kim Jin-hee     |
| 2  | Corea del Sud (bandiera)  | D     | Seo A-ri        |
| 4  | Giappone (bandiera)       | C     | Asuna Tanaka    |
| 5  | Corea del Sud (bandiera)  | D     | Son Da-seul     |
| 6  | Corea del Sud (bandiera)  | D     | Kim Hye-in      |
| 7  | Corea del Sud (bandiera)  | D     | Lee Se-jin      |
| 8  | Corea del Sud (bandiera)  | C     | Park Ye-eun     |
| 9  | Corea del Sud (bandiera)  | A     | Seo Ji-yeon     |
| 10 | Corea del Sud (bandiera)  | A     | Kim Sang-eun    |
| 11 | Corea del Sud (bandiera)  | C     | Kim In-ji       |
| 12 | Corea del Sud (bandiera)  | D     | Jung Ji-yeon    |
| 13 | Corea del Sud (bandiera)  | C     | Kim Hye-ji      |
| 14 | Corea del Sud (bandiera)  | D     | Park Se-ra      |
| 15 | Costa d'Avorio (bandiera) | A     | Josée Nahi      |
| 16 | Corea del Sud (bandiera)  | C     | Son Yun-hee     |

| N. |                          | Ruolo | Calciatrice     |
| -- | ------------------------ | ----- | --------------- |
| 17 | Corea del Sud (bandiera) | C     | Kang Yu-mi      |
| 18 | Corea del Sud (bandiera) | P     | Kim Do-hyun     |
| 19 | Corea del Sud (bandiera) | D     | Lee Eun-ji      |
| 20 | Corea del Sud (bandiera) | D     | Kim Hye-yeong   |
| 21 | Corea del Sud (bandiera) | P     | Kim Ye-rin      |
| 22 | Corea del Sud (bandiera) | D     | Jeong Yeong-a   |
| 23 | Corea del Sud (bandiera) | A     | Kang Tae-kyung  |
| 24 | Nigeria (bandiera)       | A     | Chinaza Uchendu |
| 26 | Corea del Sud (bandiera) | D     | Hong Hee-jin    |
| 27 | Corea del Sud (bandiera) | D     | Kim Seung-ju    |
| 28 | Corea del Sud (bandiera) | C     | Park Sung-ran   |
| 29 | Corea del Sud (bandiera) | A     | Yeo Min-ji      |
| 30 | Corea del Sud (bandiera) | C     | Lee So-dam      |
| 31 | Corea del Sud (bandiera) | P     | Jeon So-eun     |
| 33 | Corea del Sud (bandiera) | A     | Hyun Seul-gi    |
| 37 | Corea del Sud (bandiera) | A     | Kim Young-ri    |